# Armata a 4-a Română
Die Armata a 4-a Română (deutsch 4. rumänische Armee) war ein militärischer Verband der Streitkräfte des Königreichs Rumänien im Ersten und Zweiten Weltkrieg. Die Armee wurde 1916 gegründet und wurde im Jahr 1947 aufgelöst.

## Erster Weltkrieg
Bereits Ende August 1916 kurz nach der Kriegserklärung, erfolgte der Einbruch der Rumänen in der ungarischen Grenzprovinzen. Die rumänische 4. Armee (Nordarmee) war in den östlichen Karpaten in der Nacht vom 27. auf 28. August in den Tälern der Bistritza und von Casini aufmarschiert. Während die 1. und 2. Armee gleichzeitig in Siebenbürgen eindrangen, versuchte sich die östlicher stehende 4. (Nord)-Armee unter General Averescu in den Besitz des Burzenlandes zu setzen, wurde aber am 20. September von der k.u.k. 7. Armee an der Baba Ludowa gestoppt und am Szurduk-Pass zurückgeworfen.

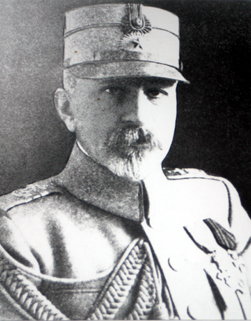
Constantin Prezan

IV. Armeekorps General Gheorghe Văleanu
- 7. Infanteriedivision Brigadegeneral Ioan Istrate
- 14. Infanterie-Brigade, Oberst Octav Boian
- 13. Infanterie-Brigade, Oberst Petre Velicu
- 8. Infanteriedivision, Brigadegeneral Ioan Pătraşcu
- 15. Infanterie-Brigade, Brigadegeneral Nicolae Petala
- 56. Infanterie-Regiment, Oberst Constantin Niculcea
- 2. Kavallerie-Division, Brigadegeneral Gheorghe Basarabescu
- 4. Infanterie-Brigade Calarasi
- 14. Infanterie-Division, Brigadegeneral Paraschiv Vasilescu
- 27. Infanterie-Brigade, Brigadegeneral Luca Vlădoianu
- 28. Infanterie-Brigade, Brigadegeneral Constantin Ionescu

Oberbefehlshaber
- Constantin Prezan (27. August 1916 bis 22. November 1916)
- Constantin Cristescu (22. November 1916 bis 13. Dezember 1916)

## Zweiter Weltkrieg
Zu Beginn der Operation Barbarossa (22. Juni 1941) war die rumänische 4. Armee unter dem Kommando von Generalleutnant Nicolae Ciupercă zusammen mit der deutschen 11. Armee der Heeresgruppe Antonescu zugeteilt und bestand aus 4 Korpsgruppen:
- III. Armeekorps, General Atanasiu (15. Infanterie- und 35. Reserve-Division)
- V. Armeekorps, General Sion (Grenzschutz- und 21. Infanterie-Division)
- II. Armeekorps, General Nicolae Macici (Donau-Gruppe mit 9. und 10. Division)
- XI. Armeekorps, General Constantinescu (4. Infanterie-Division sowie 1. und 2. Festungs-Brigade).
- Reserve: 5. Infanterie-Division

Die am Pruth-Abschnitt aufmarschierende 4. Armee lag die sowjetische 9. Armee (General Tscherewitschenko) der Südfront gegenüber.

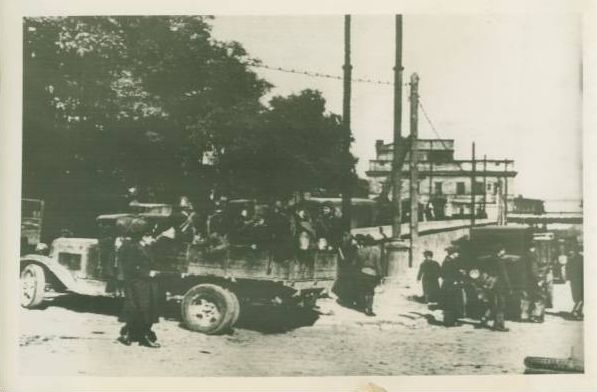
Rumänische Truppen in Odessa nach der Einnahme der Stadt

Im August 1941 waren der 4. Armee während der Belagerung von Odessa 17 Infanteriedivisionen, 1 Panzerdivision und 3 Kavallerie-Brigaden zugeteilt:
- III. Korps, Generalmajor Vasile Atanasiu (2., 3., 7. und 11. Infanterie-Division)
- I. Korps, Generalmajor Teodor Ionescu (1. Garde- und 21. Infanterie-Division)
- IV. Korps, General Constantin Sănătescu (8. und 14. Infanterie-Division)
- V. Korps, Generalmajor Aurelian Sion (1., 4., 13. und 15. Infanteriedivision)
- XI. Korps, Constantin Constantinescu (6., 10. und 21. Infanteriedivision)
- Reserve: 5. Infanterie-, 1. Grenzwacht- und 1. Panzer-Division, 2. und 9. Kavalleriebrigade

Weil erste Angriffe unter Generalleutnant Ciuperca trotz starker Übermacht nicht durchdrangen wurde dieser am 10. September durch General Iosif Iacobici abgelöst. Am 22. September begannen die durch die Schwarzmeerflotte verstärkten sowjetische Kräfte einen starken Gegenangriff, welcher die Rumänen 5 bis 8 km zurückdrängte. Nach dem deutschen Einbruch auf die Krim entschloss sich das Sowjetische Oberkommando zur Evakuierung Odessas. Bis zum 16. Oktober wurden 86.000 Angehörige der Roten Armee sowie 15.000 Einwohner zur See evakuiert. Am 9. November 1941 wurde General Constantin Constantinescu zum neuen Befehlshaber der 4. Armee ernannt.
Im Herbst 1942 etablierte sich die 4. Armee im Raum Kotelnikowo und bezog Stellungen zwischen der Wolga und der Kalmückensteppe, unterstellt waren 5 Infanterie- und 2 Kavalleriedivisionen:
- VI. Armeekorps (Generalleutnant Corneliu Dragalina) mit 2., 18. und 20. Infanterie-Division
- VII. Armeekorps (Generalleutnant Florea Mitrănescu) mit 1. und 4. Infanterie-Division
- Kavalleriekorps Popescu (Generalmajor Ion Popescu) mit 5. und 6. Kavallerie-Division

Bei der russischen Operation Uranus (November 1942 bis Anfang 1943) wurde die 3. Armee am oberen Don während der Schlacht um Stalingrad fast vollständig zerschlagen. Die an das deutsche IV. Armeekorps nach Süden anschließende rumänische 4. Armee erlitt das gleiche Schicksal. Trotz Gegenangriffe der 8. Kavallerie-Division konnte der weitere Vormarsch der sowjetischen Truppen nicht gestoppt werden. Beim Durchbruch wurde die rumänische 20. Infanterie-Division (20. November) abgespalten, nach Norden abgedrängt und zusammen mit der deutschen 6. Armee eingekesselt.
Im April–Mai 1944 wurden nach dem Vormarsch der sowjetischen 2. und 3. Ukrainischen Front die rumänischen Streitkräfte neu organisiert. Die 4. Armee wurde zusammen mit der deutschen 8. Armee (General Wöhler) zur Verteidigung von Nord-Rumänien neu organisiert. Während der sowjetischen Operation Jassy-Kischinew wurde die rumänische 4. Armee unter General Racoviţǎ im Raum Târgu Frumos konzentriert und durch die Rote Armee geschlagen. Während der Operation Jassy-Kischinew standen die deutschen und rumänischen Truppen auch der 1. Rumänischen Freiwilligen-Infanterie-Division „Tudor Vladimirescu“ gegenüber, die vor allem aus den bei Stalingrad gefangenen Soldaten der 4. Armee bestand, die inzwischen für die Sowjets kämpften.
Gliederung August 1944
- VII. Armeekorps (8. Inf. Division, 103. und 104. Gebirgs-Brigade)
- I. Armeekorps (6. und 20. Inf. Division)
- V. Armeekorps (Garde-Division und 4. Inf. Division)
- VI. Armeekorps (5. Inf.-Division und 101. Gebirgs-Brigade)
- IV. Armeekorps (3. und 7. Inf.-Division, sowie 102. Gebirgs-Brigade)
- Reserve: 1. und 13. Inf.-Division und Panzerdivision „Großrumänien“

Am 23. August 1944 wurde der rumänische Staatschef Marschall Ion Antonescu von König Michael I. entlassen und Rumänien erklärte wenige Tage später Ungarn und dem Deutschen Reich den Krieg. Die Sowjets übernahmen die Kontrolle über die Ölfelder bei Ploieşti. Die rumänische 4. Armee wurde sofort auf sowjetischer Seite gegen die Deutschen eingesetzt und begleitete den Vormarsch der Truppen Malinowskis durch Siebenbürgen und Nordungarn. Die 4. Armee kämpfte bereits vom 5. September bis 8. Oktober 1944 in der Schlacht um Turda gegen Truppen der ungarischen 2. Armee und der deutschen 8. Armee.
Die rumänische 4. Armee nahm wenige Tage vor Kriegsende noch an der Prager Operation der 2. Ukrainischen Front teil, die am 6. Mai 1945 startete und mit der Befreiung von Prag abschloss. Im Feldzug von August 1944 bis Mai 1945 verlor die rumänische 1. und 4. Armee zusammen etwa 64.000 Tote.

### Oberbefehlshaber
- Generalleutnant Nicolae Ciupercă, 2. Juni 1940 bis 9. September 1941
- Generalleutnant Iosif Iacobici, 10. September 1941 bis 8. November 1941
- Generalmajor Constantin Constantinescu, 9. November 1941 bis 10. Februar 1943
- Generalleutnant Constantin Sănătescu, 11. Februar 1943 bis 24. Januar 1944
- Generalleutnant Mihai Racoviţǎ, 25. Januar 1944 bis 23. August 1944
- Generalleutnant Ilie Steflea, 23. August 1944 bis 3. September 1944
- Generalleutnant Gheorghe Avramescu, 4. September 1944 bis 11. Januar 1945
- Generalleutnant Nicolae Dascalescu, 12. Januar 1945 bis 18. Februar 1945
- Generalleutnant Gheorghe Avramescu, 19. Februar 1945 bis 2. März 1945
- Generalleutnant Nicolae Dascalescu, 3. März 1945 bis 12. Mai 1945